# 春の悶え
『春の悶え』（Hon dansade en sommar）は、アルネ・マットソン監督による1951年のスウェーデンの映画である。ペロロフ・エクストラームの小説『彼女は一夏しか踊らなかった』を原作としている。

## キャスト
- フォルケ・スンドクヴィスト（英語版）
- ウーラ・ヤコブソン（英語版）
- エドウィン・アドルフソン（英語版）
- イルマ・クリステンソン（英語版）
- ヨン・エルフストローム（英語版）
- ニルス・ハルベルグ（英語版）
- グンヴォール・ポンテン（英語版）
- ベルタ・ハル（英語版）

## 受賞とノミネート
| 賞                 | 部門           | 候補               | 結果       |
| ------------------ | -------------- | ------------------ | ---------- |
| ベルリン国際映画祭 | 金熊賞         | アルネ・マットソン | 受賞       |
| カンヌ国際映画祭   | 音楽賞         | スヴェン・シェルド | 受賞       |
| カンヌ国際映画祭   | パルム・ドール | アルネ・マットソン | ノミネート |